# N.E.R.D
N*E*R*D (сокращенно от No-one Ever Really Dies «Никто никогда не умирает по-настоящему», также используется литспик N*E*R*D) — рэп-рок-группа, созданная вокалистом и барабанщиком Фарреллом Уильямсом (англ. Pharrell Williams) и Чадом Хьюго (клавиши) в 2002 году. Если дебютный альбом дуэта In Search of… имел умеренный коммерческий успех (#56 US, #28 UK), то два следующих — Fly Or Die (2004, #6 Billboard 200, #4 UK Albums Chart), Seeing Sounds (2008, #7 US, #20 UK) — стали хитами. Международный успех имел также сингл «She Wants to Move» (#5 UK, #6 Hot Dance Singles USA).

## История
Фаррелл встретил Чада Хьюго ещё будучи в седьмом классе, когда в качестве барабанщика находился в летнем лагере для музыкальных коллективов, где Чад играл на теноровом саксофоне. Оба они были участниками полевого оркестра, где Фаррелл играл на малых барабанах, а Чаду досталась роль дирижёра. После этого они стали экспериментировать. 26 декабря 2014 года группа выпустила песни «Squeeze Me», «Patrick Star» и «Sandy Squirrel» для фильма «Губка Боб в 3D».

## Дискография

### Альбомы
- In Search Of… (2002)
- Fly Or Die (2004)
- Seeing Sounds (2008)
- Nothing (2010)
- No One Ever Really Dies (2017)

### Синглы
- Provider (2003)
- Maybe (2004)
- She Want’s To Move (2004)
- Everyone Nose (All the Girls Standing In the Line for the Bathroom) (2008)
- No One Ever Really Dies (2017)